# 陈桥兵变
陳橋兵變，又稱陳橋驛兵變，是中國歷史上一宗發生在后周显德七年（960年）的軍事政變，亦是五代十國最後一次朝代更替。後周禁軍效仿後漢乾和八年（950年）軍士擁立郭威登基稱帝的澶州兵變，於陳橋驛（今河南封丘東南陳橋鎮）拥戴赵匡胤为帝。此次兵變导致後周的灭亡與宋朝的建立，亦標誌著五代十國時代即將結束。

## 過程
公元959年，周世宗柴荣死，即位的恭帝柴宗训年仅七岁。赵匡胤此时任殿前都点检（禁卫军最高长官）、更兼宋州归德军节度使。
后周显德七年正月（960年）春正月初一日，镇州（今河北正定）和定州（今河北定州）报称北汉和契丹的军队联合南下，攻打后周，聲勢浩大，请求派兵援助。宰相范质、王溥等执政大臣觐见符太后，把边报奏明，符太后此时才二十岁出头，没有任何的政治经验，只是让范质等人协商处理。他们商量了一番后，不辨真假，慌忙让赵匡胤挂帅，赵匡胤令澶州节度使、殿前军副点检慕容延钊先行率兵北上抵御。赵匡胤带着高怀德，张令铎、张光翰、赵彦徽等将，向郭宗训辞行后，于正月初三日（2月2日），领军出汴梁爱景门开拔北上，宣徽南院使昝居润安排筵席，朝廷众大臣饯送于郊外。其实此时，京城中已经出现了说点检做天子谣言，但是这种谣言，很难传到皇帝和太后等人的耳中，所以也没有引起周廷的重视。
傍晚时，军队行至陈桥驿（今河南封丘东南陈桥镇），夜间将士们秘谋：“现在主上年幼，我辈拼死破敌，谁能知晓，不如立点检做天子。”都押衙李处耘把将士们的秘谋告诉了赵匡胤的弟弟赵匡义，和掌书记赵普等人。赵匡义等人还没商议好，将士们已经到了室内，高呼要立赵匡胤为天子，赵匡义对大家说：“异姓兴王，虽是天意，实乃人心，你等如果能够约束军士不要抢掠，我保你等富贵！”，众将士高呼许诺。赵匡义派遣心腹郭延赟连夜返回了京师，联系上了殿前军都指挥使石守信和殿前军都虞侯王审琦，让他们在城内接应。等到天亮的时候，赵匡义带着众将士来到了赵匡胤的下榻之处，此时赵匡胤还在睡觉，听见外面有士卒喧哗，连忙坐起，还没等他反应过来，只见军士们涌入了他的房间，把一件事先准备好的黄袍披在了他的身上，然后高呼万岁，赵匡胤知道木已成舟，就高呼对众将士说：“你等贪图富贵，立我为天子，不知道我的号令，你等听还是不听？”。众将士表示唯命是从，于是他对众将士说：“陛下和太后面北而事，朝廷大臣不得欺凌，京城府库不得擅抢，听令者厚赏，违令者斩！”众将士高呼听令。于是，就这样赵匡胤在其弟赵光义以及幕府赵普、石守信、王审琦等策劃下，成功鼓动並授意士兵发动兵变反叛后周，为自己黄袍加身，被拥为皇帝。之后赵匡胤率兵回师汴梁（今河南開封），严格约束将士軍紀，没有烧杀抢掠，“入城之日，市不改肆”。

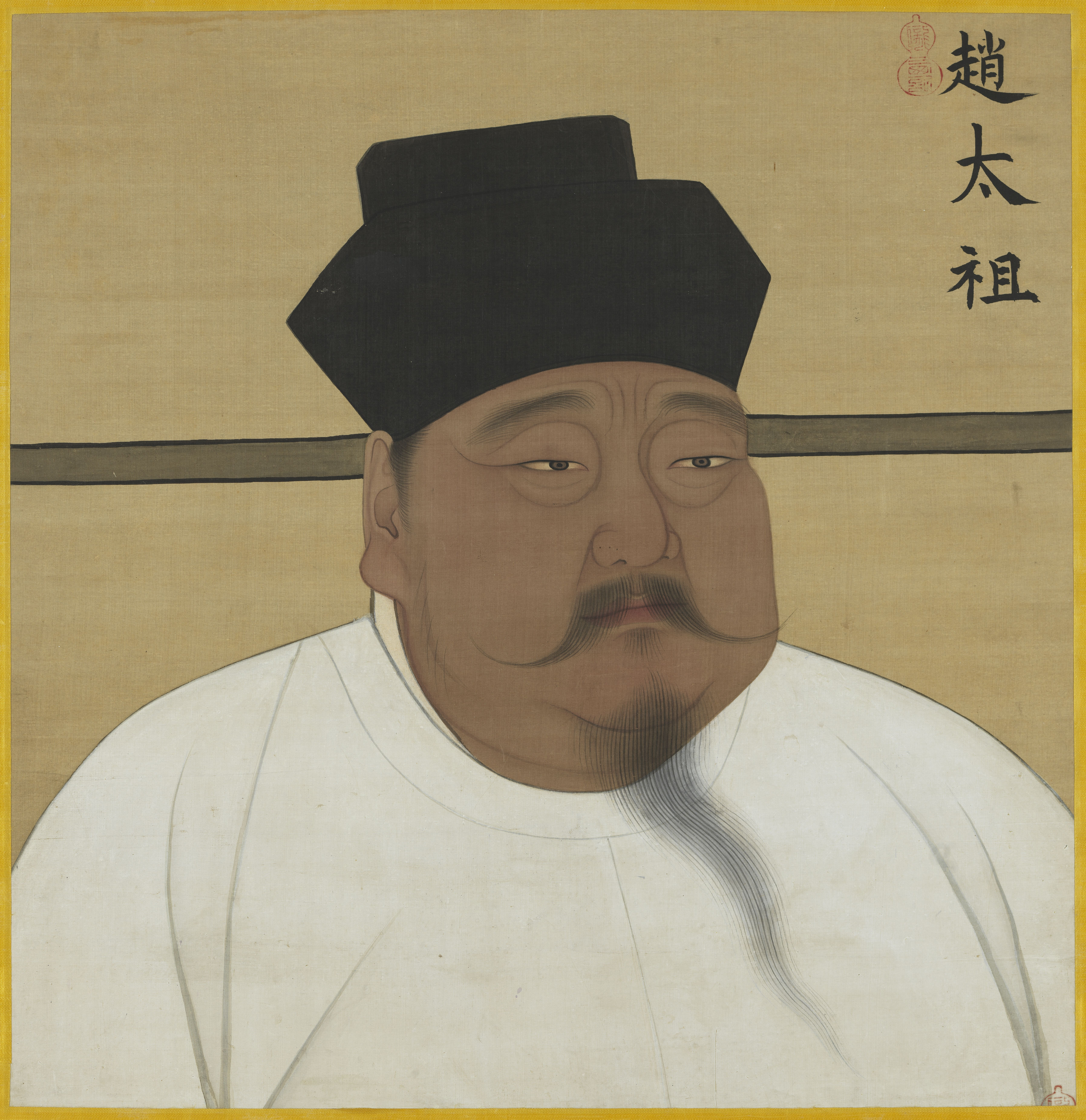
趙匡胤

趙匡胤還京，他派客省使潘美先行回到京城通知范质等人，又派人到家中安置好自己的家人。而石守信和王审琦已经大开城门，专等赵匡胤入城。当范质、王溥在早朝的时候，听到了潘美传来的消息，个个吓得惊慌失措。僅京城巡检使韩通一人连忙退朝，准备集结侍卫军抵御，但倉皇抵抗，他在路上遇到了赵匡胤提前派来的裨將王彦升，王彦升见他要集结兵马，二话不说就杀了他，王彦升还跑到了韩通的家里，杀了他的一家老小。宰相范質率王溥、魏仁浦被羅彥瓌胁迫来到了赵匡胤在城外的公署，赵匡胤见到他们，痛哭流涕的说道：“我受世宗厚恩，现在被六军所迫，才至于此，实在是惭愧至极，现在该怎么办呢？”范质等人还没回答，帳前羅彥瓌拔劍厲聲：「三軍無主，眾將議立点检為天子。再有異言者，斬！」王溥面如土色，降階下拜，范質亦拜，匡胤親自扶起，以優禮待之。初四，后周恭帝禅位，趙匡胤登大寶，發現未有禪位的制書，翰林学士承旨陶穀把自己搶先擬好的詔書取出，使趙匡胤順利登基。赵匡胤登上崇元殿，身穿衮龙袍，正式即皇帝位，受百官朝拜。改封郭宗训为郑王，符太后为周太后。
赵即位后，初五日改国号为宋，改顯德七年为建隆元年，定都汴梁，此次改朝换代称“陈桥兵变”。后周正式灭亡，共历三代，享国九年。他追赠韩通为中书令，并且要斩杀王彦升，但是在众人的求情下，还是赦免了王彦升。趙匡胤部將石守信封为了宋州节度使，侍卫军副都指挥使。授高怀德为义成军节度使、殿前军副都点检。授张令铎镇安节度使、马步军都虞侯。授王审琦为泰宁节度使、殿前都指挥使。授张光翰为宁江节度使、马军都指挥使。授赵彦徽武信节度使、步军都指挥使。其他将领也依次升迁。

## 兵變性質
宋朝的官方史书声称赵匡胤在陈桥兵变前並無预谋。但是，近代许多史学家认为，从赵匡胤即位后竟无须再出征辽，辽兵即“自行遁去”、《辽史》也没有“是年南寇”的记录以及京师汴梁在兵变不久前即谣传「点检作天子」，再加上现成黄袍之预备、禅位诏之事先草拟，及赵匡胤母親之言：“吾兒素有大志，今果然。”即位之后，赵匡胤斬殺封邱的守门官，升了陈桥守门官的官职。等史料来看，陈桥兵变应该是一起早有预谋的军事政变。
哈佛大學東亞所研究員黄仁宇评价：“陈桥兵变基本上是一次和平兵变：没有喋血宫门，伏尸遍野，更没有烽烟四起，兵连祸结，几乎是‘兵不血刃，市不易肆’，就取得了改朝换代的成功，创造了不流血而建立一个大王朝的奇迹。”